# Station Dunderland
Station Dunderland  is een spoorwegstation in Dunderland in de gemeente Rana in fylke Nordland in Noorwegen. Het station dateert uit 1945 en ligt aan de Nordlandsbanen. Voorbij het station naar het noorden begint de spoorlijn te stijgen richting Saltfjellet. 